# Operación Archery
La Operación Archery, también conocida como la Incursión de Måløy, fue una operación combinada británica durante la Segunda Guerra Mundial contra posiciones alemanas en la isla de Vågsøy, Noruega, el 27 de diciembre de 1941.
La incursión fue realizada por comandos británicos del Comando No. 3, dos soldados del Comando No. 2, un destacamento médico del Comando No. 4, un grupo de demolición de 101 Tropas (canoas) del Comando No. 6 y una docena de noruegos de la Compañía Independiente Noruega 1. La acción fue apoyada con fuego de la Real Navy, capitaneada por el crucero ligero HMS Kenya, los destructores HMS Onslow, Oribi, Offa y Chiddingfold. El submarino HMS Tuna estaba dando apoyo como el control de navegación de la fuerza. Para el transporte de tropas se usaron el HMS Prince Charles y el HMS Prince Leopold. También se usó el apoyo de bombarderos y cazabombarderos de la Royal Air Force.

## Objetivos
Se dividió la operación de 570 soldados en cinco partes:
1. Asegurar el área al norte de la ciudad de Måløy al sur de Vågsøy y enfrentarse a cualquier enemigo.
2. Atacar y asegurar la ciudad de Måløy.
3. Eliminar a cualquier enemigo en la isla de Måløy.
4. Eliminar el fuerte enemigo en Holvik al oeste de Måløy.
5. Proporcionar una reserva flotante en alta mar.

El objetivo principal de la operación era la destrucción de la producción de aceite de pescado que los alemanes utilizaron en la fabricación de explosivos. Otro objetivo era hacer que los alemanes mantuvieran y aumentaran las fuerzas en Noruega que podrían emplearse en el Frente Oriental.

## Asalto
El desembarco fue precedido por un bombardeo naval muy efectivo y se alcanzaron todos los objetivos, excepto en Måløy. La oposición alemana en la ciudad fue mucho más dura de lo esperado ya que, desconocido para los británicos, una unidad Gebirgsjäger (tropas de montaña) experimentada del Frente Oriental estaba allí de permiso. La experiencia de los defensores como francotiradores y en combates callejeros hizo que la operación se convirtiera en una amarga batalla casa por casa. El comandante británico, John Durnford-Slater, llamó a la reserva que se encontraba en la isla Vågsøy. Varios ciudadanos locales ayudaron a los comandos actuando como cargadores de municiones, granadas y otros explosivos y transportando a los heridos.
Alrededor de las 14:00, los comandos comenzaron su retirada después de haber destruido cuatro fábricas, los almacenes de aceite de pescado, los almacenes de municiones y combustible, la central telefónica y varias instalaciones militares, dejando gran parte de la ciudad en llamas. La fuerza naval había hundido 10 buques, algunos de ellos mientras intentaban encallar para no ser capturados. Las dificultades técnicas habían impedido que la artillería costera alemana fuera completamente efectiva, con uno de sus tres cañones de 130 mm dañado por el impacto que recibió de un crucero.

## Consecuencias

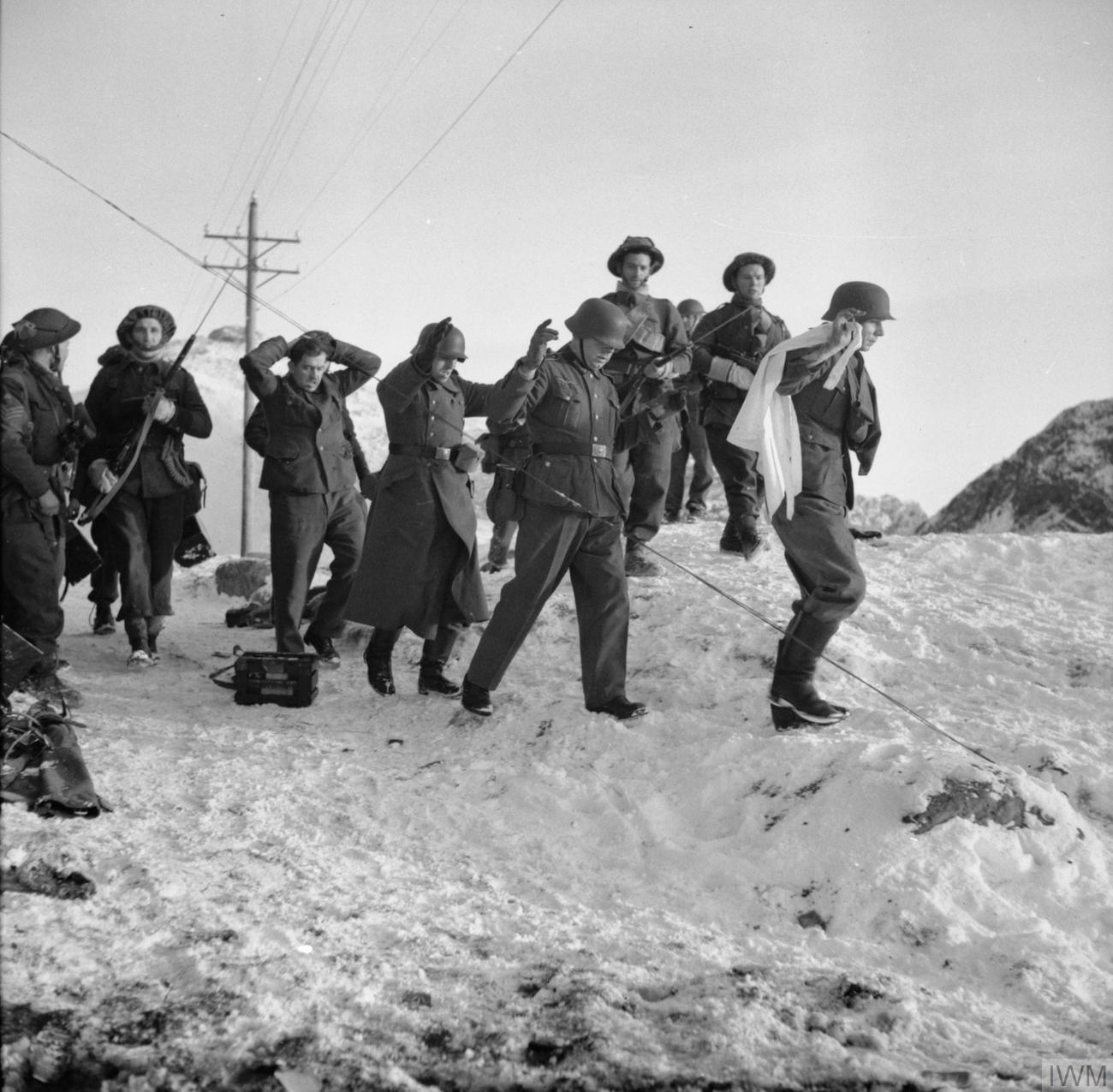
Comandos británicos y prisioneros alemanes

No se perdieron barcos de la Royal Navy, pero la armada sufrió la muerte de cuatro hombres y cuatro heridos. Murieron 17 comandos y 53 resultaron heridos, el comandante de las Fuerzas Armadas de Noruega en el exilio, el Capitán Martin Linge, murió en el ataque contra el cuartel general alemán local y ocho aviones de la Royal Air Force fueron derribados. Un civil noruego murió durante el asalto, probablemente por metralla. Los comandos contaron al menos 120 defensores alemanes muertos y regresaron con 98 prisioneros y una copia completa del Código Naval alemán. El capitán O'Flaherty fue alcanzado por fuego de francotirador y perdió un ojo, más tarde llevaría un parche en el ojo como general de brigada. También regresaron con varios Quislings y más de 70 noruegos colaboracionistas. Junto con esta incursión, la Operación Anklet fue montada por el Comando No. 12 en las Islas Lofoten como una distracción. La incursión fue suficiente para persuadir a Adolf Hitler de desviar 30 000 soldados a Noruega y construir más defensas costeras e interiores. Hitler pensó que los británicos podrían invadir el norte de Noruega para presionar a Suecia y Finlandia.